# Helmi Höhle
Helmi Höhle (ur. 13 października 1924 w Offenbach am Main, zm. 30 stycznia 2012 w Mühlheim am Main) – niemiecka florecistka reprezentująca RFN, trzykrotna medalistka mistrzostw świata.
Podczas mistrzostw świata w Paryżu w 1957 roku Niemki w składzie: Helmi Höhle, Ilse Keydel, Else Ommerborn, Heidi Schmid i Helga Stroh zdobyły drużynowo srebrny medal. W tej samej konkurencji zdobyła również srebrny medal na mistrzostwach świata w Filadelfii w 1958 roku oraz brązowy na mistrzostwach świata w Budapeszcie rok później.
Wystartowała na igrzyskach olimpijskich w Rzymie w 1960 roku, gdzie w turnieju drużynowym zajęła czwarte miejsce. Był to jej jedyny start olimpijski.
Na arenie krajowej zdobywała indywidualnie złote medale w latach 1953, 1956 i 1959.